# Plage de Meireles
La plage de Meireles (en portugais: Praia de Meireles) est une plage de la ville de Fortaleza, au Brésil.